# Erhvervsakademi Aarhus
Erhvervsakademi Aarhus (engelsk: Business Academy Aarhus) er en dansk uddannelsesinstitution beliggende i Aarhus. Erhvervsakademi Aarhus udbyder videregående uddannelser på fuld tid på erhvervsakademi- og professionsbachelorniveau samt kurser deltidsuddannelser på akademi- og diplomniveau. Erhvervsakademi Aarhus blev etableret i 2009.
Der er ca. 5.000 fuldtidsstuderende (heraf 600 internationale studerende), 5.000 deltidsstuderende og 400 ansatte.
Rektor på Erhvervsakademi Aarhus er Anne Storm Rasmussen. Den overordnede strategiske ledelse varetages af en bestyrelse.

## Uddannelser

### Erhvervsakademiuddannelser
- Automationsteknolog
- Autoteknolog
- Datamatiker
- Financial controller
- Finansøkonom
- It-teknolog
- Jordbrugsteknolog
- Laborant
- Markedsføringsøkonom
- Miljøteknolog
- Multimediedesigner
- Multimedia Design
- Produktionsteknolog
- Serviceøkonom

### Professionsbacheloruddannelser
- Business og vandteknologi
- Finansbachelor
- Fødevareteknologi og applikation
- It-arkitektur
- Natur og jordbrugsproduktion
- Urban landskabsingeniør
- Økonomi og it

### Professionsbachelor som overbygning
- Digital konceptudvikling
- E-handel
- Innovation og entrepreneurship
- International handel og markedsføring
- It-sikkerhed
- Jordbrug
- Laboratorie- og fødevareteknologi
- Produktudvikling og teknisk integration
- Softwareudvikling
- Webudvikling